# Солодов, Афанасий Владимирович
Афанасий Владимирович Солодов (1906—1979) — полковник Советской Армии, участник Великой Отечественной войны, Герой Советского Союза (1945).

## Биография
Родился 7 октября 1906 года в деревне Кутьково (ныне — Калужская область). Окончил начальную школу. В 1920 году переехал в Новосибирскую область. В 1928—1930 годах проходил службу в Красной Армии. В 1932 году повторно был призван в армию. В 1934 году окончил Ленинградское военно-политическое училище, в 1943 году — курсы «Выстрел». Участвовал в боях на реке Халхин-Гол. С марта 1943 года — на фронтах Великой Отечественной войны.
К июню 1944 года гвардии подполковник Солодов командовал 133-м гвардейским стрелковым полком 44-й гвардейской стрелковой дивизии 65-й армии 1-го Белорусского фронта. Отличился во время Белорусской операции. В июне — августе 1944 года полк Солодова прошёл с боями на запад около восьмисот километров, освободив 180 населённых пунктов. 27 августа — 5 сентября 1944 года полк успешно прорвал три линии немецкой обороны и вышел к реке Нарев, после чего переправился через неё и захватил плацдарм, удержав его до переправы основных сил.
Указом Президиума Верховного Совета СССР от 24 марта 1945 года за «образцовое выполнение боевого задания командования в борьбе с немецкими захватчиками и проявленные при этом мужество и героизм» гвардии подполковник Солодов был удостоен звания Героя Советского Союза с вручением ордена Ленина и медали «Золотая Звезда» за номером 5491.

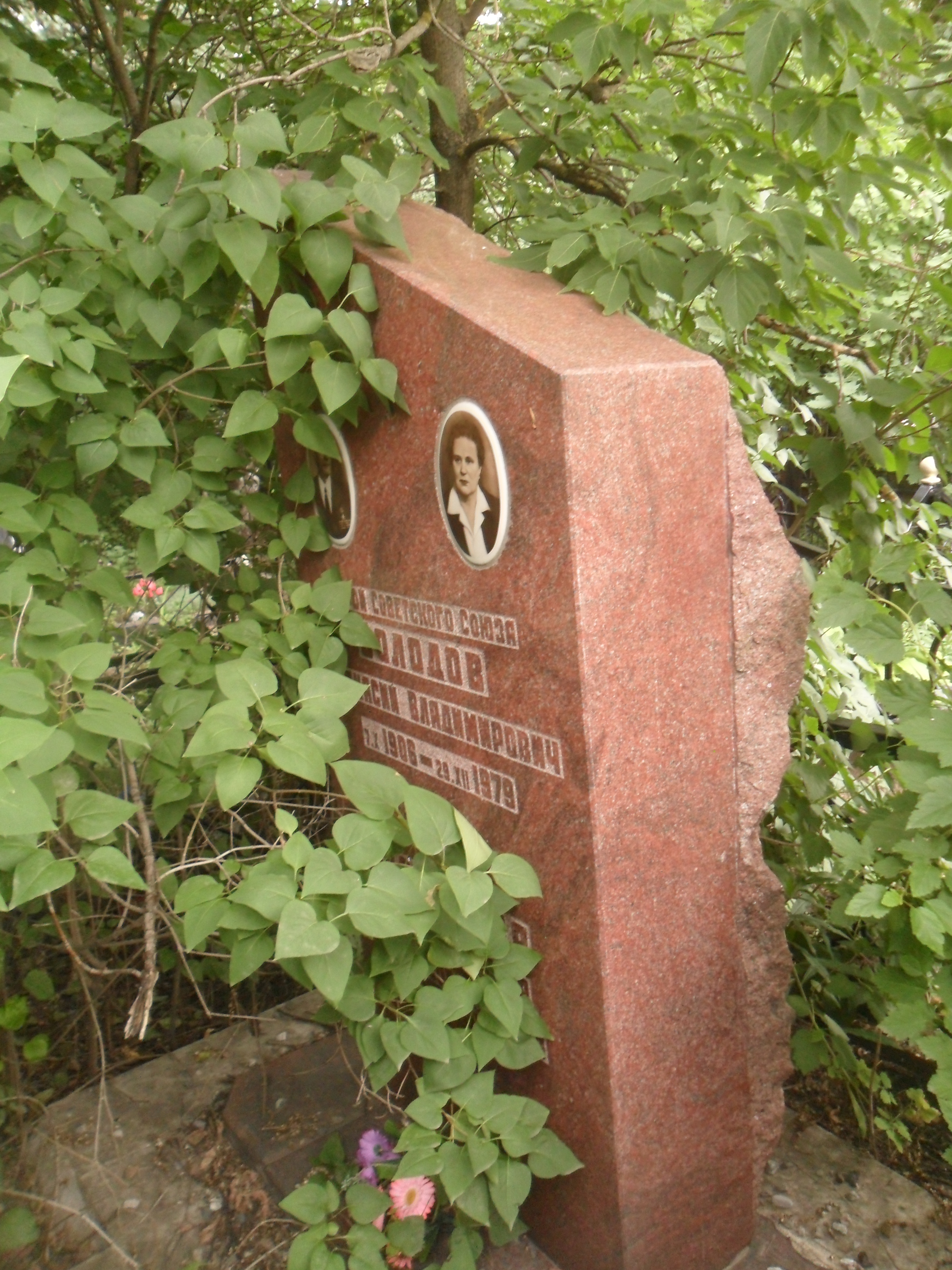
Могила Солодова на Быковском кладбище Жуковского.

После окончания войны продолжил службу в Советской Армии. В 1955 году в звании полковника уволен в запас. Проживал в городе Жуковский Московской области. Умер 29 декабря 1979 года, похоронен на Быковском кладбище Жуковского.
Был награждён двумя орденами Ленина, двумя орденами Красного Знамени, орденами Суворова 3-й степени, Кутузова 3-й степени, Александра Невского и Красной Звезды, рядом медалей.